# 霍爾站 (加利福尼亞州)
霍爾站（英語：Hall Station）是位於美國加利福尼亞州阿拉米達縣的一個非建制地區。該地的面積和人口皆未知。

## 地理
霍爾站的座標為37°35′12″N 122°03′55″W / 37.58667°N 122.06528°W，而該地的平均海拔高度為5米（即16英尺）。